# Dominio de Ceilán
Entre 1948 y 1972, Ceilán fue un país independiente en la Mancomunidad de Naciones que compartió monarca con Australia, Canadá, Nueva Zelanda y el Reino Unido, y algunos otros estados soberanos. En 1948, la colonia británica de Ceilán obtuvo su independencia. En 1972, el país se convirtió en una república dentro de la Mancomunidad, y su nombre se cambió a Sri Lanka. Era un país insular en el sur de Asia, ubicado a unos 31 kilómetros de la costa sur de la India.

## Historia

### Independencia y crecimiento
Después de la Segunda Guerra Mundial, la presión pública por la independencia aumentó. La colonia de Ceilán gobernada por los británicos logró la independencia el 4 de febrero de 1948, con una constitución modificada que entró en vigencia en la misma fecha. La independencia se otorgó bajo la Ley de Independencia de Ceilán de 1947. Los tratados militares con el Reino Unido conservaron intactas las bases aéreas y marítimas británicas en el país; los oficiales británicos también continuaron llenando la mayoría de los rangos superiores del Ejército de Ceilán. Don Senanayake se convirtió en el primer Primer Ministro de Ceilán. Más tarde, en 1948, cuando Ceilán solicitó ser miembro de las Naciones Unidas, la Unión Soviética vetó la solicitud. Esto se debió en parte a que la Unión Soviética creía que Ceilán era solo nominalmente independiente, y los británicos todavía ejercían el control sobre ella porque la elite educada y blanca tenía el control del gobierno. En 1949, con la concurrencia de los líderes de los tamiles de Sri Lanka, el gobierno de la UNP privó de sus derechos a los trabajadores indios de las plantaciones tamiles. En 1950, Ceilán se convirtió en uno de los miembros originales del Plan Colombo, y sigue siendo miembro como Sri Lanka.
El murió en 1952, después de un derrame cerebral y fue sucedido por su hijo Dudley. Sin embargo, en 1953, luego de una huelga general masiva o "Hartal" de los partidos de izquierda contra la UNP, Dudley Senanayake renunció. Fue seguido por el general John L. Kotelawala, un importante político y comandante militar y tío de Dudley. Kotelawala no tenía el prestigio personal ni la perspicacia política de D. S. Senanayake. Puso de relieve el tema de los idiomas nacionales que D. S. Senanayake había suspendido. Isabel II, reina de Ceilán, recorrió la isla en 1954 del 10 al 21 de abril. También la visitó en 1981 (21–25 de octubre) después de que el país se hubiera convertido en una república.
En 1956, la UNP fue derrotada en las elecciones del Mahajana Eksath Peramuna, que incluía el Partido de la Libertad de Sri Lanka (SLFP) liderado por Solomon Bandaranaike y el Partido Viplavakari Lanka Sama Samaja de Philip Gunawardena. Bandaranaike fue un político que había promovido el lobby nacionalista cingalés desde la década de 1930. Reemplazó el inglés con el cingalés como idioma oficial. Fue el principal portavoz cingalés que intentó contrarrestar la política comunitaria desatada por G. G. Ponnambalam. El proyecto de ley era conocido como el "Proyecto de Ley Única Cingalés", y también hizo que el idioma cingalés se enseñara en escuelas y universidades. Esto causó disturbios tamiles, ya que hablaban el idioma tamil y no había sido reconocido como idioma oficial. Estos disturbios culminaron en el asesinato del primer ministro, Bandaranaike. Su viuda, Sirimavo, sucedió a su esposo como líder de la SLFP y fue elegida como la primera ministra del mundo. En 1957 se eliminaron las bases británicas y Ceilán se convirtió oficialmente en un "país no alineado". La Ley de Tierras de Arroz, creación de Philip Gunawardena, fue aprobada, otorgando a quienes trabajan la tierra mayores derechos frente a los propietarios ausentes.

### Reforma
En las elecciones de julio, Sirimavo Bandaranaike se convirtió en la primera jefa de gobierno electa del mundo. Su gobierno evitó nuevas confrontaciones con los tamiles, pero las políticas anticomunistas del gobierno de los Estados Unidos condujeron a un corte de la ayuda de este país y una creciente crisis económica. Después de un intento de golpe de Estado por parte del ejército de derecha no budista y de los oficiales de policía que intentaban llevar al UNP al poder, Bandaranaike nacionalizó las compañías petroleras. Esto llevó a un boicot al país por parte de los cárteles del petróleo, que se rompió con la ayuda de la Cooperativa de Productores de Petróleo de Kansas.
En 1962, bajo las políticas radicales de la SLFP, muchos activos comerciales occidentales fueron nacionalizados. Esto causó disputas con los Estados Unidos y el Reino Unido sobre la compensación por activos incautados. Tales políticas llevaron a una disminución temporal en el poder de la SLFP, y la UNP obtuvo escaños en el Congreso. Sin embargo, para 1970, el SLFP era una vez más el poder dominante.
En 1964, Bandaranaike formó un gobierno de coalición con el LSSP, un partido trotskista con el Dr. N. M. Perera como Ministro de Finanzas. No obstante, después de que Sirimavo no pudo satisfacer a la extrema izquierda, el Frente de Liberación Popular Marxista intentó derrocar al gobierno en 1971.
La rebelión fue sofocada con la ayuda de la ayuda británica, soviética e india en 1972, se aprobó la constitución actual y el nombre del país se cambió a Sri Lanka. En 1972, el país se convirtió oficialmente en una república dentro de la Mancomunidad y William Gopallawa se convirtió en el primer presidente de Sri Lanka.